# Tatarevo, Plovdiv
Tatarevo (în bulgară Татарево) este un sat în comuna Părvomai, regiunea Plovdiv,  Bulgaria. 

## Demografie
Componența etnică a satului Tatarevo
     Bulgari (98,65%)
     Romi (1,34%)
     Nicio identificare (0%)
     Altele (0%)
La recensământul din 2011, populația satului Tatarevo era de 519 locuitori. Din punct de vedere etnic, majoritatea locuitorilor (98,65%) erau bulgari, cu o minoritate de romi (1,34%). Pentru 0,0% din locuitori nu este cunoscută apartenența etnică.